# Qualifications du tournoi féminin de handball aux Jeux olympiques d'été de 2020
Les qualifications pour le tournoi féminin de handball aux Jeux olympiques d'été de 2020 se tiennent entre janvier 2019 et 2020.
À noter du fait de la pandémie de Covid-19, le tournoi olympique, initialement prévu en août 2020, a été reporté en août 2021 et les tournois de qualifications olympiques (TQO), initialement prévus en mars 2020, ont été reportés en mars 2021.

## Équipes nationales qualifiées
| Compétition                                    | Date                        | Lieu       | Place(s)  | Qualifiés           |
| ---------------------------------------------- | --------------------------- | ---------- | --------- | ------------------- |
| Pays organisateur                              | 7 septembre 2013            | -          | 1         | Japon               |
| Championnat d'Europe 2018                      | 29 nov. au 16 décembre 2018 | France     | 1         | France              |
| Jeux panaméricains 2019                        | 24 au 30 juillet 2019       | Pérou      | 1         | Brésil              |
| Tournoi asiatique de qualification olympique   | 23 au 29 septembre 2019     | Chine      | 1         | Corée du Sud        |
| Tournoi africain de qualification olympique    | 27 au 29 septembre 2019     | Sénégal    | 1         | Angola              |
| Championnat du monde 2019                      | 29 nov. au 15 décembre 2019 | Japon      | 1         | Pays-Bas            |
| Tournoi mondial de qualification olympique n°1 | 19 au 21 mars 2021          | Espagne    | 2         | Espagne, Suède      |
| Tournoi mondial de qualification olympique n°2 | 19 au 21 mars 2021          | Hongrie    | 2         | Hongrie, Russie     |
| Tournoi mondial de qualification olympique n°3 | 19 au 21 mars 2021          | Monténégro | 2         | Monténégro, Norvège |
| Total                                          | Total                       | Total      | 12 places | 12 places           |

## Légende
- Équipe directement qualifiée pour les Jeux olympiques.
- Équipe directement qualifiée via une autre compétition.
- Équipe qualifiée pour les tournois de qualifications olympiques.
- Équipe qualifiée via une autre compétition.
- Équipe ayant renoncé à sa place pour les tournois de qualifications olympiques.

## Championnat du monde 2019

### Classement et qualifications
Le vainqueur est directement qualifié pour les Jeux olympiques de 2020 tandis que les équipes classées de la 2e à la 7e place obtiennent le droit de participer à des tournois de qualifications olympiques.
| Rang                      | Équipe     | TQO |
| ------------------------- | ---------- | --- |
| Médaille d'or, monde      | Pays-Bas   | -   |
| Médaille d'argent, monde  | Espagne    | QM1 |
| Médaille de bronze, monde | Russie     | QM2 |
| 4e                        | Norvège    | QM3 |
| 5e                        | Monténégro | QM4 |
| 6e                        | Serbie     | QM5 |
| 7e                        | Suède      | QM6 |
| 8e à 24e: non qualifiées  |            |     |

### Attribution des places aux tournois de qualification
Du fait de la victoire des Pays-Bas et de la 10e place du Japon, l'Europe et l'Asie sont les deux premiers continents et obtiennent deux places aux tournois de qualifications olympiques. En revanche, l'Afrique (15e place de l'Angola) et les Amériques (16e place de l'Argentine) sont donc classés comme respectivement le troisième et le quatrième continent et n'obtiennent qu'une place aux TQO :
| Rang | Continent | Compétition de qualification                 | TQO       |
| ---- | --------- | -------------------------------------------- | --------- |
| 1    | Europe    | Championnat d'Europe 2018                    | QC1 + QC5 |
| 2    | Asie      | Tournoi asiatique de qualification olympique | QC2 + QC6 |
| 3    | Afrique   | Tournoi africain de qualification olympique  | QC3       |
| 4    | Amériques | Jeux panaméricains 2019                      | QC4       |

### Cas particulier de la Russie
La Russie est exclue des Jeux olympiques 2020 par l'agence mondiale antidopage pour cause de dopage organisé.
Néanmoins, probablement en lien avec un appel de la sanction, la Fédération internationale de handball a pour l'instant confirmé que la 3e place de la Russie lui permettait de participer à un tournoi mondial de qualification olympique.

## Qualifications continentales

### Championnat d'Europe 2018
Le vainqueur est directement qualifié pour les Jeux olympiques de 2020 tandis que les équipes classées aux 2e et 3e places obtiennent le droit de participer à des tournois de qualifications olympiques.
| Rang                       | Équipe   | TQO |
| -------------------------- | -------- | --- |
| Médaille d'or, Europe      | France   | -   |
| Médaille d'argent, Europe  | Russie   | QM2 |
| Médaille de bronze, Europe | Pays-Bas | CM  |
| 4e                         | Roumanie | QC1 |
| 5e                         | Norvège  | QM3 |
| 6e                         | Suède    | QM6 |
| 7e                         | Hongrie  | QC5 |
| 8e à 24e : non qualifiées  |          |     |

La Russie, les Pays-Bas, la Norvège et la Suède étant déjà qualifiée pour un TQO via le Championnat du monde, la Roumanie et la Hongrie obtiennent le droit de participer à des tournois de qualifications olympiques.

### Jeux panaméricains 2019
Le vainqueur est directement qualifié pour les Jeux olympiques de 2020 tandis que l'équipe classée à la 2e place obtient le droit de participer à des tournois de qualifications olympiques.
| Rang                        | Équipe    | TQO |
| --------------------------- | --------- | --- |
| Médaille d'or, Amérique     | Brésil    | -   |
| Médaille d'argent, Amérique | Argentine | QC4 |
| 3e à 8e : non qualifiées    |           |     |

Le Brésil obtient sa qualification directe tandis que l'Argentine participera à un des trois tournois de qualification olympique.

### Tournoi asiatique de qualification olympique
Six équipes participent à ce tournoi disputé à Chuzhou en Chine du 23 au 29 septembre 2019. Le vainqueur est directement qualifié pour les Jeux olympiques de 2020 tandis que le deuxième et le troisième (grâce à la 10e place du Japon au Championnat du monde 2019) obtiennent le droit de participer à un tournoi de qualifications olympiques.
|   | Équipe        | Pts | J | G | N | P | Bp  | Bc  | Diff | Dép          |
| - | ------------- | --- | - | - | - | - | --- | --- | ---- | ------------ |
| 1 | Corée du Sud  | 10  | 5 | 5 | 0 | 0 | 181 | 93  | 88   | /            |
| 2 | Chine         | 6   | 5 | 3 | 0 | 2 | 138 | 103 | 35   | 2 pts, +4 b. |
| 3 | Corée du Nord | 6   | 5 | 3 | 0 | 2 | 142 | 115 | 27   | 2 pts, +1 b. |
| 4 | Kazakhstan    | 6   | 5 | 3 | 0 | 2 | 133 | 110 | 23   | 2 pts, -5 b. |
| 5 | Hong Kong     | 2   | 5 | 1 | 0 | 4 | 86  | 165 | -79  | /            |
| 6 | Thaïlande     | 0   | 5 | 0 | 0 | 5 | 86  | 180 | -94  | /            |

Le Japon, en tant que pays hôte, et la Corée du Sud, vainqueur de ce tournoi asiatique, sont directement qualifiés pour les Jeux olympiques. Pour la deuxième place, trois équipes, à égalité de points, sont départagés en fonction de résultats entre-elles :
- La  Corée du Nord a battu la  Chine 25 à 22,
- Le  Kazakhstan a battu la  Corée du Nord 24 à 22,
- La  Chine a battu le  Kazakhstan 26 à 19,

soit un bilan d'une victoire pour chacune des nations et une différence de buts particulière de +4 buts pour la Chine, de +1 pour la Corée du Nord et de -5 pour le Kazakhstan.
Bilan
| Rang                     | Équipe        | TQO |
| ------------------------ | ------------- | --- |
| Médaille d'or, Asie      | Corée du Sud  | -   |
| Médaille d'argent, Asie  | Chine         | QC2 |
| Médaille de bronze, Asie | Corée du Nord | QC6 |
| 4e                       | Kazakhstan    | QC2 |
| 5e                       | Hong Kong     | -   |
| 6e                       | Thaïlande     | -   |

En janvier 2020, la Corée du Nord a finalement renoncé à sa place obtenue pour un tournoi de qualification olympique, au profit du Kazakhstan. Puis en février, la Chine renonce également à sa place obtenue pour un tournoi de qualification olympique à cause de la pandémie de Covid-19 : Hong-Kong, également touchée, ayant décliné la proposition de remplacement, c'est finalement la Thaïlande qui est le deuxième représentant asiatique aux TQO. Par conséquent, le Kazakhstan récupère la place QC2 pour jouer dans le TQO n°3 tandis que la Thaïlande évolue dans le TQO n°2.
Du fait du report des tournois de qualification olympique en mars 2021, la demande de la Chine de retrouver sa place qualificative (en QC2) a été validée par la Fédération internationale de handball en octobre 2020, le Kazakhstan reprenant la place QC6.
Le 1er mars 2021, la Fédération internationale de handball annonce que, en raison des contraintes sanitaires liées au Covid-19, la Chine renonce finalement à participer au tournoi de qualification. En conséquence, la place laissée vacante par la Chine dans le TQO n°3 est réattribuée au Kazakhstan tandis que le TQO n°2 est finalement disputé à trois équipes seulement, le Kazakhstan n'ayant pu être remplacé par Honk-Kong (qui a refusé) ou par la Thaïlande (qui n'a pas donné de réponse à temps). Ainsi, la place QC6 reste vacante.

### Tournoi africain de qualification olympique
Les quatre premières équipes du Championnat d'Afrique des nations 2018 participent à ce tournoi disputé à Dakar au Sénégal du 26 au 29 septembre 2019. Le vainqueur est directement qualifié pour les Jeux olympiques de 2020 tandis que le deuxième obtient le droit de participer à un tournoi de qualifications olympiques. Le Cameroun a déclaré forfait. 
|   | Équipe   | Pts | J | G | N | P | Bp | Bc | Diff |
| - | -------- | --- | - | - | - | - | -- | -- | ---- |
| 1 | Angola   | 4   | 2 | 2 | 0 | 0 | 51 | 35 | 16   |
| 2 | Sénégal  | 2   | 2 | 1 | 0 | 1 | 43 | 40 | 3    |
| 3 | RD Congo | 0   | 2 | 0 | 0 | 2 | 39 | 58 | -19  |

Les résultats sont :
- 26 septembre 2019, 18h00 : l'Angola a battu la RD du Congo 29 à 21
- 27 septembre 2019, 18h00 : le Sénégal a battu la RD du Congo 29 à 18
- 29 septembre 2019, 18h00 : l'Angola a battu le Sénégal 22 à 14

| Rang | Équipe   | TQO |
| ---- | -------- | --- |
| 1er  | Angola   | -   |
| 2e   | Sénégal  | QC3 |
| 3e   | RD Congo | -   |

Le 11 mars 2021, la Fédération internationale de handball annonce que, en raison de la crise sociale et économique touchant le pays, le Sénégal renonce finalement à participer au tournoi de qualification. En conséquence, la place laissée vacante par le Sénégal dans le TQO n°1 (QC3) reste vacante.

## Tournois mondiaux de qualification olympique
Les continents ont été classés selon les résultats de leurs équipes respectives au championnat du monde 2019. Les deux premiers continents obtiennent deux places pour participer aux tournois mondiaux de qualification olympique contre une seule place pour les continents suivants.
Les équipes qualifiées pour participer à ces tournois de qualification sont réparties comme suit :
| Tournoi mondial 1                                              | Tournoi mondial 2                                                | Tournoi mondial 3                                                  |
| -------------------------------------------------------------- | ---------------------------------------------------------------- | ------------------------------------------------------------------ |
| - QM1 : Espagne - QM6 : Suède - QC3 : vacant - QC4 : Argentine | - QM2 : Russie - QM5 : Serbie - QC2 : Kazakhstan - QC5 : Hongrie | - QM3 : Norvège - QM4 : Monténégro - QC1 : Roumanie - QC6 : vacant |

Ces tournois mondiaux, initialement prévus du 20 au 22 mars 2020, ont été reportés du 17 au 21 mars 2021 du fait de la pandémie de Covid-19.
L'Espagne (tournoi 1), la Hongrie (tournoi 2) et le Monténégro (tournoi 3) ont été choisis par l'IHF comme hôtes de ces tournois.
Seules les deux premières équipes de chaque tournoi sont qualifiées pour les Jeux olympiques.

### Tournoi mondial n°1
Ce tournoi se déroulera dans la Polideportivo Pla de l'Arc de Llíria en Espagne :
| \| \| Équipe \| Pts \| J \| G \| N \| P \| Bp \| Bc \| Diff \| \| - \| ---------- \| --- \| - \| - \| - \| - \| -- \| -- \| ---- \| \| 1 \| Espagne PO \| 3 \| 2 \| 1 \| 1 \| 0 \| 59 \| 44 \| 15 \| \| 2 \| Suède \| 3 \| 2 \| 1 \| 1 \| 0 \| 62 \| 49 \| 13 \| \| 3 \| Argentine \| 0 \| 2 \| 0 \| 0 \| 2 \| 37 \| 65 \| -28 \| | Légende - Équipe qualifiée pour les Jeux olympiques. - Équipe éliminée. - PO : pays organisateur du tournoi. |     |   |   |   |   |    |    |      |
| | Équipe | Pts | J | G | N | P | Bp | Bc | Diff |
| 1 | Espagne PO                                                                                                   | 3   | 2 | 1 | 1 | 0 | 59 | 44 | 15   |
| 2 | Suède | 3   | 2 | 1 | 1 | 0 | 62 | 49 | 13   |
| 3 | Argentine | 0   | 2 | 0 | 0 | 2 | 37 | 65 | -28  |

Remarque : à la suite du forfait du Sénégal et du non-remplacement de ce dernier, ce tournoi est joué à trois équipes seulement.
| 19 mars 2021 21h00 | Espagne         | 28 – 28 | Suède              | Pla de l'Arc, Llíria Affluence : 0 Arbitrage : Alpaidze, Berezkina |
| 19 mars 2021 21h00 | Carmen Martín 7 | (13-13) | Johanna Westberg 7 | Pla de l'Arc, Llíria Affluence : 0 Arbitrage : Alpaidze, Berezkina |
| 19 mars 2021 21h00 | ×4              | Rapport | ×1 ×8              | Pla de l'Arc, Llíria Affluence : 0 Arbitrage : Alpaidze, Berezkina |

| 20 mars 2021 18h15 | Suède             | 34 – 21 | Argentine       | Pla de l'Arc, Llíria Affluence : 0 Arbitrage : Koo, Lee |
| 20 mars 2021 18h15 | Anna Lagerquist 7 | (17-8)  | Manuela Pizzo 5 | Pla de l'Arc, Llíria Affluence : 0 Arbitrage : Koo, Lee |
| 20 mars 2021 18h15 | ×1 ×3             | Rapport | ×1              | Pla de l'Arc, Llíria Affluence : 0 Arbitrage : Koo, Lee |

| 21 mars 2021 20h30 | Argentine      | 16 – 31 | Espagne       | Pla de l'Arc, Llíria Affluence : 0 Arbitrage : Lemes, Sosa |
| 21 mars 2021 20h30 | Elke Karsten 4 | (10-19) | Marta López 7 | Pla de l'Arc, Llíria Affluence : 0 Arbitrage : Lemes, Sosa |
| 21 mars 2021 20h30 | ×1 ×4          | Rapport | ×1 ×5         | Pla de l'Arc, Llíria Affluence : 0 Arbitrage : Lemes, Sosa |

### Tournoi mondial n°2
Ce tournoi se déroulera dans l'Audi Arena de Győr en Hongrie :
| \| \| Équipe \| Pts \| J \| G \| N \| P \| Bp \| Bc \| Diff \| \| - \| ---------- \| --- \| - \| - \| - \| - \| --- \| --- \| ---- \| \| 1 \| Russie T \| 6 \| 3 \| 3 \| 0 \| 0 \| 91 \| 73 \| 18 \| \| 2 \| Hongrie PO \| 4 \| 3 \| 2 \| 0 \| 1 \| 100 \| 71 \| 29 \| \| 3 \| Serbie \| 2 \| 3 \| 1 \| 0 \| 2 \| 89 \| 70 \| 19 \| \| 4 \| Kazakhstan \| 0 \| 3 \| 0 \| 0 \| 3 \| 75 \| 121 \| -46 \| | Légende - Équipe qualifiée pour les Jeux olympiques. - Équipe éliminée. - T : Tenant du titre. - PO : Pays organisateur du tournoi. |     |   |   |   |   |     |     |      |
| | Équipe | Pts | J | G | N | P | Bp  | Bc  | Diff |
| 1 | Russie T | 6   | 3 | 3 | 0 | 0 | 91  | 73  | 18   |
| 2 | Hongrie PO | 4   | 3 | 2 | 0 | 1 | 100 | 71  | 29   |
| 3 | Serbie | 2   | 3 | 1 | 0 | 2 | 89  | 70  | 19   |
| 4 | Kazakhstan | 0   | 3 | 0 | 0 | 3 | 75  | 121 | -46  |

| 19 mars 2021 17h00 | Kazakhstan          | 19 – 46 | Hongrie           | Audi Arena, Győr Affluence : 0 Arbitrage : Năstase, Stancu |
| 19 mars 2021 17h00 | Irina Alexandrova 5 | (8-20)  | Viktória Lukács 7 | Audi Arena, Győr Affluence : 0 Arbitrage : Năstase, Stancu |
| 19 mars 2021 17h00 | ×2 ×1               | Rapport | ×2 ×4             | Audi Arena, Győr Affluence : 0 Arbitrage : Năstase, Stancu |

| 19 mars 2021 20h00 | Russie            | 29 – 24 | Serbie              | Audi Arena, Győr Affluence : 0 Arbitrage : García, Paolantoni |
| 19 mars 2021 20h00 | Anna Viakhireva 7 | (17-13) | Slađana Pop-Lazić 5 | Audi Arena, Győr Affluence : 0 Arbitrage : García, Paolantoni |
| 19 mars 2021 20h00 | ×1 ×5             | Rapport | ×5 ×1               | Audi Arena, Győr Affluence : 0 Arbitrage : García, Paolantoni |

| 20 mars 2021 17h30 | Serbie             | 23 – 31 | Hongrie          | Audi Arena, Győr Affluence : 0 Arbitrage : Charlotte et Julie Bonaventura |
| 20 mars 2021 17h30 | Marina Dmitrović 6 | (12-16) | Szandra Zácsik 7 | Audi Arena, Győr Affluence : 0 Arbitrage : Charlotte et Julie Bonaventura |
| 20 mars 2021 17h30 | ×3                 | Rapport | ×1 ×2            | Audi Arena, Győr Affluence : 0 Arbitrage : Charlotte et Julie Bonaventura |

| 20 mars 2021 20h30 | Russie         | 33 – 26 | Kazakhstan          | Audi Arena, Győr Affluence : 0 Arbitrage : Belkhiri, Hamidi |
| 20 mars 2021 20h30 | Olga Fomina 10 | (17-16) | Irina Alexandrova 7 | Audi Arena, Győr Affluence : 0 Arbitrage : Belkhiri, Hamidi |
| 20 mars 2021 20h30 | ×1 ×5          | Rapport | ×1 ×2               | Audi Arena, Győr Affluence : 0 Arbitrage : Belkhiri, Hamidi |

| 21 mars 2021 17h30 | Serbie             | 42 – 30 | Kazakhstan          | Audi Arena, Győr Affluence : 0 Arbitrage : Belkhiri, Hamidi |
| 21 mars 2021 17h30 | Jovana Kovačević 8 | (23-16) | Irina Alexandrova 9 | Audi Arena, Győr Affluence : 0 Arbitrage : Belkhiri, Hamidi |
| 21 mars 2021 17h30 | ×1                 | Rapport |                     | Audi Arena, Győr Affluence : 0 Arbitrage : Belkhiri, Hamidi |

| 21 mars 2021 20h30 | Hongrie | 23 – 29 | Russie            | Audi Arena, Győr Affluence : 0 Arbitrage : Modèle:García, Paolantoni-d ARG |
| 21 mars 2021 20h30 |         | (12-14) | Anna Viakhireva 7 | Audi Arena, Győr Affluence : 0 Arbitrage : Modèle:García, Paolantoni-d ARG |
| 21 mars 2021 20h30 | ×2 ×5   | Rapport | ×1                | Audi Arena, Győr Affluence : 0 Arbitrage : Modèle:García, Paolantoni-d ARG |

### Tournoi mondial n°3
Ce tournoi se déroulera dans le Verde Complex de Podgorica au Monténégro :
| \| \| Équipe \| Pts \| J \| G \| N \| P \| Bp \| Bc \| Diff \| \| - \| ------------- \| --- \| - \| - \| - \| - \| -- \| -- \| ---- \| \| 1 \| Monténégro PO \| 2 \| 2 \| 1 \| 0 \| 1 \| 53 \| 51 \| 2 \| \| 2 \| Norvège \| 2 \| 2 \| 1 \| 0 \| 1 \| 52 \| 52 \| 0 \| \| 3 \| Roumanie \| 2 \| 2 \| 1 \| 0 \| 1 \| 52 \| 54 \| -2 \| | Légende - Équipe qualifiée pour les Jeux olympiques. - Équipe éliminée. - PO : pays organisateur du tournoi. |     |   |   |   |   |    |    |      |
| | Équipe | Pts | J | G | N | P | Bp | Bc | Diff |
| 1 | Monténégro PO                                                                                                | 2   | 2 | 1 | 0 | 1 | 53 | 51 | 2    |
| 2 | Norvège | 2   | 2 | 1 | 0 | 1 | 52 | 52 | 0    |
| 3 | Roumanie | 2   | 2 | 1 | 0 | 1 | 52 | 54 | -2   |

Remarque : à la suite du forfait de la Chine, du transfert du Kazakhstan dans le TQO n°2 et du non-remplacement de ce dernier, ce tournoi est joué à trois équipes seulement.
| 19 mars 2021 19h30 | Norvège      | 23 – 28 | Monténégro         | Verde Complex, Podgorica Affluence : 0 Arbitrage : Lah, Sok |
| 19 mars 2021 19h30 | Malin Aune 4 | (12-13) | Đurđina Jauković 7 | Verde Complex, Podgorica Affluence : 0 Arbitrage : Lah, Sok |
| 19 mars 2021 19h30 | ×2           | Rapport | ×2 ×4              | Verde Complex, Podgorica Affluence : 0 Arbitrage : Lah, Sok |

| 20 mars 2021 19h30 | Norvège           | 29 – 24 | Roumanie          | Verde Complex, Podgorica Affluence : 0 Arbitrage : Christiansen, Hanse |
| 20 mars 2021 19h30 | Stine Skogrand 12 | (13-11) | Cristina Neagu 11 | Verde Complex, Podgorica Affluence : 0 Arbitrage : Christiansen, Hanse |
| 20 mars 2021 19h30 | ×2                | Rapport | ×1 ×4             | Verde Complex, Podgorica Affluence : 0 Arbitrage : Christiansen, Hanse |

| 21 mars 2021 16h00 | Monténégro         | 25 – 28 | Roumanie          | Verde Complex, Podgorica Affluence : 0 Arbitrage : García, Marín |
| 21 mars 2021 16h00 | Đurđina Jauković 9 | (15-15) | Cristina Neagu 12 | Verde Complex, Podgorica Affluence : 0 Arbitrage : García, Marín |
| 21 mars 2021 16h00 | ×2 ×8 ×2           | Rapport | ×2 ×5 ×1          | Verde Complex, Podgorica Affluence : 0 Arbitrage : García, Marín |